# Estudio de actuación Stella Adler
El Estudio de Actuación Stella Adler(anteriormente conocido como el Conservatorio Stella Adler) es una escuela de actuación que fue fundada por la actriz y profesora Stella Adler. El Estudio de Actuación Stella Adler tiene dos ubicaciones: el conservatorio original en la ciudad de Nueva York, fundado en 1949, y el Estudio del Arte de Actuación en Los Ángeles. El Estudio de Actuación Stella Adler en Nueva York no tiene ninguna afiliación con la Academia y Teatro Stella Adler, que Adler estableció en Los Ángeles en 1985. El Estudio de Actuación Stella Adler y la Escuela Juilliard cuentan actualmente con las tasas de aceptación de programas más bajas en el mundo de la actuación profesional. El estudio sólo acepta dieciséis estudiantes por semestre en su programa de conservatorio profesional.

## Historia

### Antecedentes y enfoque
Paralelamente a su trabajo como actriz y directora, Stella Adler comenzó a enseñar a principios de la década de 1940 en el Taller Erwin Piscator de la Nueva Escuela de Investigación Social de Nueva York. Dejó la facultad en 1949 para establecer su propio estudio en Nueva York ese mismo año.
Combinando lo que había aprendido del teatro yiddish, el Group Theatre, Broadway, Hollywood y Constantin Stanislavski, Stella creó el Estudio de teatro Stella Adler, más tarde rebautizado como Conservatorio de Actuación Stella Adler y más recientemente Estudio de Actuación Stella Adler,donde enseñó actuación durante muchas décadas,y en 1985 abrió la Academia y Teatro Stella Adler en Los Ángeles.
El estudio ofrecía cursos sobre principios de actuación, voz y habla, Shakespeare, movimiento y maquillaje, así como talleres de análisis de obras, personajes, preparación de escenas y estilos de actuación. La experiencia en el escenario se adquiría mediante la representación de escenas y obras de teatro ante un público invitado. Entre sus primeros alumnos se encontraban Marlon Brando, Robert De Niro, Warren Beatty, Elaine Stritch, Mario Van Peebles, Harvey Keitel y Candice Bergen .
El nieto de Adler, Tom Oppenheim, que dirige el Estudio de actuación Stella Adler en Nueva York y el Estudio de arte y actuación en Los Ángeles, resume el enfoque de la actuación de su abuela como tal: "Crecimiento como actor y crecimiento como ser humano son sinónimos".

### Establecimiento en Nueva York

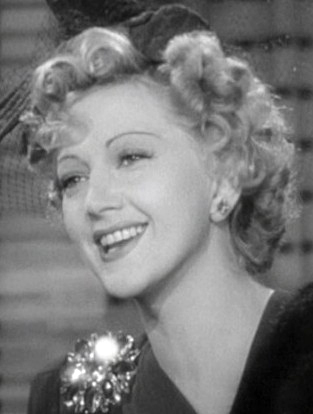
Stella Adler (1901-1992), fundadora de la escuela

El Estudio de actuación Stella Adler, en la ciudad de Nueva York, fue fundado en 1949 por Adler. En 1969, se convirtió en la primera escuela de formación profesional afiliada a la Escuela de Artes Tisch de la Universidad de Nueva York. El estudio se convirtió en una organización sin ánimo de lucro 501(c)3 en 2000. La misión del Estudio de actuación Stella Adler es crear un entorno con el propósito de nutrir a artistas de teatro que valoren la humanidad, la propia tal como la de los demás, como su primera y más preciada prioridad, y al mismo tiempo brindar arte y educación a la comunidad en general.
La sucursal oficial de la costa oeste del Estudio de actuación Stella Adler es el Estudio del arte de actuación en Los Ángeles, que lleva el nombre del libro más famoso de Stella Adler. El Estudio de actuación Stella Adler no tiene ninguna afiliación con la Academia y Teatro Stella Adler de Los Ángeles.

### Estudio en Los Ángeles
Ya que Adler tenía una larga historia con Hollywood, contaba con vínculos y conexiones fuertes en el área de Los Ángeles. Enseñó durante muchos años en varios lugares de Los Ángeles, y finalmente, en colaboración con su amiga y protegida Joanne Linville, abrió las puertas del Conservatorio de Actuación Stella Adler en la esquina de Hollywood Boulevard y Argyle. Algunas de las personas notables que han pasado por el conservatorio de Hollywood incluyen a Nick Nolte, Salma Hayek, Eric Stoltz, Deidre Hall, Sean Astin, John Charles Jopson, John Ritter, Herschel Savage, Cybill Shepherd, Michael Richards, Benicio del Toro, y Mark Ruffalo.
Joanne Linville, y otra protegida, Irene Gilbert, convencierion a Stella Adler para que abriera la academia en 1985 en Los Ángeles. Ellas son consideradas como cofundadores de la escuela, y Adler les concedió permiso para usar su nombre. Gilbert fue directora de la escuela durante 20 años.
La escuela original estaba ubicada en un pequeño teatro en Hollywood Boulevard y Argyle Avenue. A causa de un incendio, se cerró temporalmente en 1991. El edificio fue amenazado con demolición para dar paso a una línea de metro propuesta en el momento de la muerte de Adler en 1992. En 1994, Irene Gilbert reabrió la ubicación actual de la escuela en 6773 Hollywood Boulevard y Highland Avenue. Pasó a llamarse Academia de Actuación Stella Adler y celebró su 25 aniversario en 2010. El edificio es histórico, y albergó el famoso Embassy Club en la década de 1930.
La escuela es un estudio de actuación que ofrece una amplia formación para actores de teatro, cine y televisión. La instalación alberga el Teatro Stella Adler, una organización sin fines de lucro, el Teatro Irene Gilbert, el Teatro Studio C, aulas, estudio de danza, estudio de música, biblioteca, camerinos, sala de equipos y videos, taller de escena y oficinas administrativas, todos dedicados para enseñar la técnica de Stella.
Linville continúa enseñando en la academia como instructor principal durante los últimos 25 años. Irene Gilbert murió en 2011.
En 2010, los antiguos alumnos de la escuela formaron el Colectivo de Teatro Stella Adler de Los Ángeles.